# Atrypanius cretiger
Atrypanius cretiger là một loài bọ cánh cứng trong họ Cerambycidae.